# روبن میکابیلا
روبن میکابیلا (اسپانیایی: Rubén Michavila‎؛ زادهٔ ۱۱ مهٔ ۱۹۷۰) بازیکن واترپلو اهل اسپانیا بود.